# Austonley
Austonley är en by i civil parish Holme Valley, i distriktet Kirklees, i grevskapet West Yorkshire, i England. Byn är belägen 10 km från Huddersfield. Austonley var en civil parish från 1866 till 1921 då den blev en del av Holmfirth. Denna civil parish hade 1 356 invånare år 1911. Byn nämndes i Domedagsboken (Domesday Book) år 1086, och kallades då Alstaneslei/Alstanesleie.